# Delage DI
La DI era un'autovettura di fascia alta prodotta tra il 1936 ed il 1940 dalla Casa automobilistica francese Delage.

## Profilo
Come sostituta della Delage DS, prodotta fino al 1934, fu lanciata nel 1936 la DI, da non confondere con la Type DI degli anni venti, anche se spesso pure il nuovo modello viene spesso indicato come Type DI.

La DI fu l'unica Delage concepita e realizzata interamente sotto la gestione Delahaye: infatti, di origine Delahaye erano diversi componenti, primo fra tutti il motore. Con la DI, si intendeva comunque rispolverare la vecchia denominazione del modello degli anni '20, appartenente peraltro ad un'identica fascia di mercato quella compresa tra i 2 ed i 2.5 litri.

La prima DI ad essere commercializzata fu la DI-12, che montava un 4 cilindri Delahaye da 2151 cm³, in grado di erogare una potenza massima di 52 CV a 4200 giri/min.

Anche il telaio era di origine Delahaye e montava soluzioni tecniche in linea con i tempi, come i quattro freni a tamburo.

La DI-12 fu tolta di produzione alla fine del 1938: le subentrò la DI-50, equipaggiata da un nuovo motore a 4 cilindri da 2372 cm³, della potenza massima di 72 CV. Questo modello fu invece prodotto fino al 1940. Fu l'ultima Delage ad occupare la fascia di mercato riservata alle vetture di cilindrata compresa tra i 2 litri ed i 2.5 litri. Dopo la guerra, sarebbe rimasta in listino solo la D6, che di lì a poco avrebbe annunciato la chiusura della Casa francese.